# Кубок России по современному пятиборью среди женщин 2001
Кубок России по современному пятиборью среди женщин 2001 года проходил в Москве (спортивная база "Северный") с 12 по 14 марта 2003 года. Медали разыгрывались в личном первенстве. На старт вышли спортсменки, которые представляли регионы и города России. Так же в соревнованиях принимали участие пятиборки из Белоруссии, Латвии и Украины.
Нынешний турнир был вторым крупным соревнованием нового сезона, проведённым Федерацией современного пятиборья России, и он вновь принес успех не хозяйкам, а зарубежным гостьям. Правда, стоит отметить, что в отчетных соревнованиях не участвовала сильнейшая пятиборка страны Елизавета Суворова, лечащая травму коленного сустава и, кажется, решившая вообще пропустить нынешний сезон.
В результате упорной борьбы обладательницей Кубка России 2001 года стала украинская спортсменка Татьяна Наказная.

## Кубок России. Женщины.
- Личное первенство.

| Дисциплина        | Золото                            | Серебро                          | Бронза                          |
| Личное первенство | Татьяна Наказная · Украина · 5598 | Татьяна Муратова · Москва · 5552 | Жанна Шубенок · Беларусь · 5540 |

- Итоговая таблица.

| Место | Спортсмен          | Город    | Сумма |
| ----- | ------------------ | -------- | ----- |
| 1.    | Татьяна Наказная   | Украина  | 5598  |
| 2.    | Татьяна Муратова   | Россия   | 5552  |
| 3.    | Жанна Шубёнок      | Беларусь | 5540  |
| 4.    | Олеся Величко      | Россия   | 5512  |
| 5.    | Елена Рублевска    | Латвия   | 5432  |
| 6.    | Марина Васильченко | Россия   | 5346  |